# 居延海
42°18′N 101°16′E / 42.30°N 101.26°E

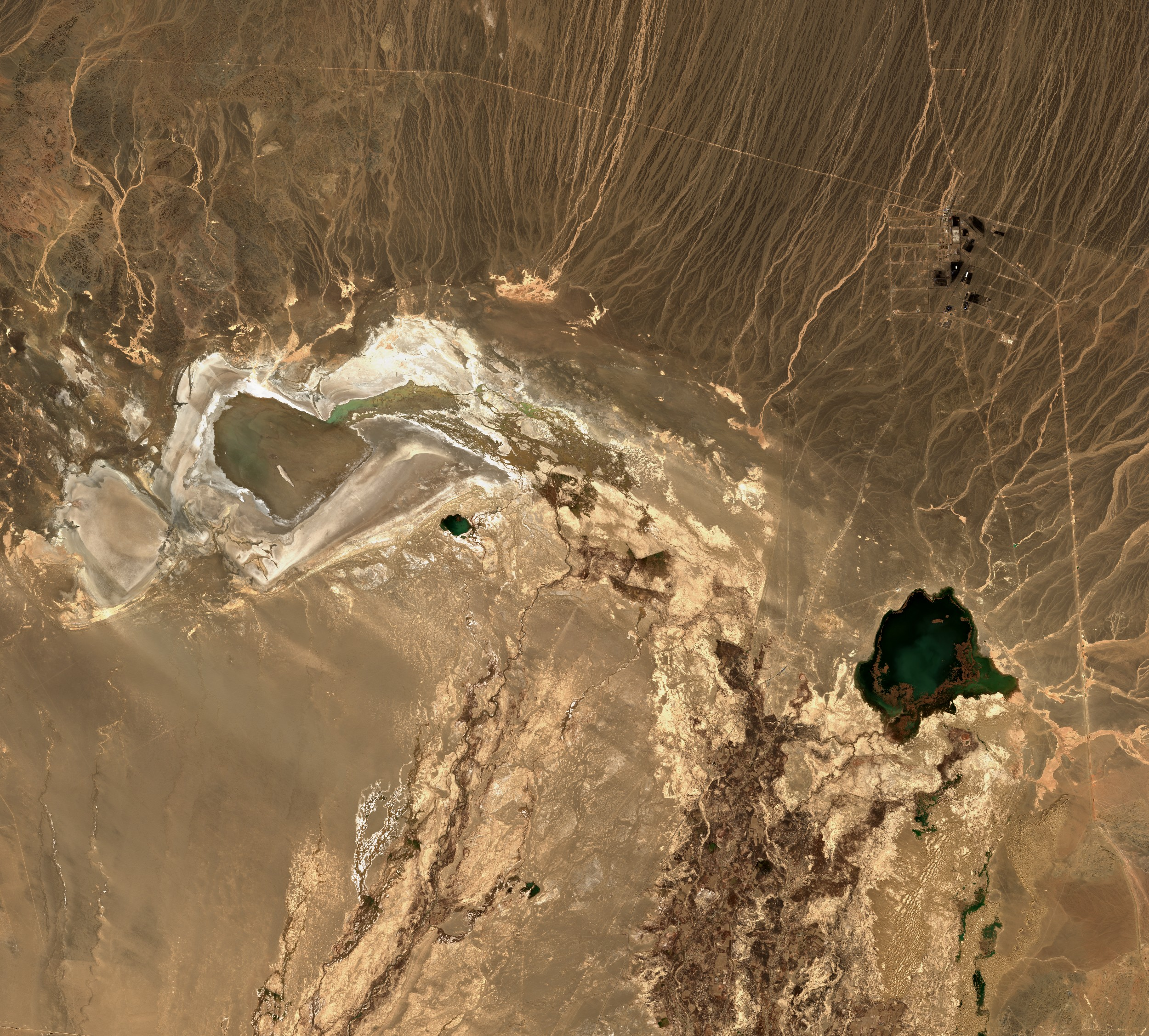
哨兵2号於2018年所拍攝的居延海衛星照片，西側（白色）為已經乾涸的居延海，東側（深色）為尚存的部分

居延海，漢代稱“居延澤”，后也称“西海”，唐代以來一直稱“居延海”，是曾位于内蒙古自治区阿拉善盟额济纳旗北部的一个内流湖。居延海分東西兩個鹽湖；西居延海蒙古語稱為「嘎顺淖尔」，现已大部干涸；东居延海蒙古語又称「苏古诺尔」，目前为国家级水利风景区。
有人认为这里就是《尚书》所谓的“流沙”。西汉至唐时期为河西走廊的一部分，属张掖郡（甘州），西夏时期建有黑水城（喀喇浩特），明初废弃，嘉峪关位於其以南。居延海周邊地區歷史上是穿越巴丹吉林沙漠和大戈壁通向草原丝绸之路的常经之地，也是军事战略要地，曾出土过西汉中期至东汉晚期的居延漢簡。

## 地理
据野外踏勘，史前时期居延海面积达2600平方公里。先秦时称「流沙」或「弱水流沙」，秦朝以后称「居延」，汉时称为「居延泽」，面积726平方公里。
古居延海由東、西居延海組成，又名「京斯图淖尔」，額濟納河（又稱黑水、黑河），自甘肅張掖（古稱甘州）往北流，改稱弱水，至上流青山頭再分成兩條支流；西為穆林河，注入西居延澤（嘎順諾爾）；東為納林河，注入東居延澤（索果諾爾），在豐水期時兩澤合成一湖。居延海總面積約720平方公里，飛鳥棲息，波光粼粼，“鴨浮綠波、碧水青天”。
该地区年蒸发量约3000毫米，而降雨量不足40毫米，完全靠额济纳河（黑河）补给，清代詩人任萬年稱“巨浪滔天大石浮，龍形滾滾向東流”。东居延海的海拔为907米。居延海是在东西断裂形成的条带状洼地的基础上形成，再加上风力剥蚀作用使洼地范围扩大形成居延海湖盆。湖盆内有巨厚的侏罗纪沉积。第四纪早期造成静水沉积的环境，说明为温暖湿润的淡水湖泊。更新世－全新世以来气候转为干旱。

## 生态
1958年（特大丰水年）航片显示，西居延海面積約為267平方公里，東居延海面積約35平方公里。由于黑河上中游人口的增加，阿拉善高原曾掀起幾次大規模的開荒浪潮，因黑河上游過度開荒造田，截留蓄水灌溉，20世纪后期居延海曾几度干涸，1961年西居延海乾涸，1992年東居延海乾涸，造成胡楊林、沙棗林、紅柳林、蘆葦、芨芨草等優質牧草大面積死亡，生態環境急劇惡化，成為沙塵暴的發源地之一。
2000年起，国务院授权中华人民共和国水利部黄河水利委员会设立黑河流域管理局，对黑河流域统一管理，逐步采取措施恢复居延海生态环境。每年通过“全线闭口，集中下泄”，向下游多次调水。同时限制上游（主要是甘肃省张掖市）用水。2002年、2003年黑河流域发生洪水，调水过程比较顺利。从2002年起，每年有4000－5000万立方米黑河水流入居延海。2002年7月17日，首次流入東居延海。2003年的第二次调水，形成了东居延海26.8平方公里。2003年9月24日，首次流入乾涸42年的西居延海。2005年7月调水後，東居延海自1992年以来首次實现全年不乾涸。2006年居延海水面面積達到38.5平方公里，蓄水量達到4720萬立方米。2011年蓄水量约5000万立方米，面积38平方公里。

## 历史
漢元狩二年（前121年），漢朝大將軍霍去病的軍隊出北地自靈武（今寧夏銀川西北）渡河，翻越賀蘭山、穿越浚稽山沙地（今巴丹吉林沙漠），飲馬於居延海，再经黑河向南包抄祁连山下，在酒泉和张掖一带击败了匈奴主力，擒获单桓王和酋涂王，匈奴浑邪王刺杀休屠王之后，归降汉朝。太初三年（前102年）伏波将军路博德築城於居延澤上，遣军民十八万，置居延、休屠二县，广建寨墙亭障，防御匈奴南下侵拢。天汉二年（前99年），“使（李）陵将騎射士兵五千人，出居延北可千余里，欲以分匈奴兵”。东汉时期设居延属国，後曾在此建立过西海郡。
魏晋时称为西海。唐代詩人王維更是寫下《塞上作》一詩：“居延城外獵天驕，白草連天野火燒，暮雲空磧時驅馬，秋日平原好射雕。”唐中期东突厥复国后，安北都护府迁于此地。
至今兩岸古蹟甚多，西夏建有喀喇浩特（即黑水城），傍居延海而建，並設置了“黑水鎮燕軍司”。西夏末年河水改道，古居延海逐漸消失。元代擴建黑水城，設置“亦集乃路總管府”，“亦集乃”漢語譯為“黑城”。元代分為哈班、哈巴、喇失三海子。1372年，明朝将军冯胜率军進攻元朝将领卜颜帖木尔据守的黑水城，在东河上筑拦河坝，断绝黑城饮水，迫使元军投降。由于當時冯胜采取了断水为攻的战法，使得弱水改道，造成居延海的绿洲消失。明朝在攻克黑城後，旋即又被迫放弃控制居延海地区。此後該地處於荒蕪狀態。清初建額濟納土爾扈特旗，此後居延海與蒙古族土爾扈特部的一部分世代相伴。